# Anton Perwein
Anton Perwein (født 10. november 1910, død 14. december 1981) var en østrigsk håndboldspiller, som blandt andet deltog i OL 1936.
Han var en del af det østrigske håndboldlandshold, som vandt sølvmedalje. Han spillede i tre kampe, heriblandt finalen.